# Aeroporto de Cairns
O Aeroporto de Cairns (em inglês: Cairns Airport) (IATA: CNS, ICAO: YBCS) é um aeroporto internacional na cidade de Aeroglen e que serve principalmente à cidade de Cairns, no estado de Queensland, na Austrália.